# Angelariusz (arcybiskup ochrydzki)

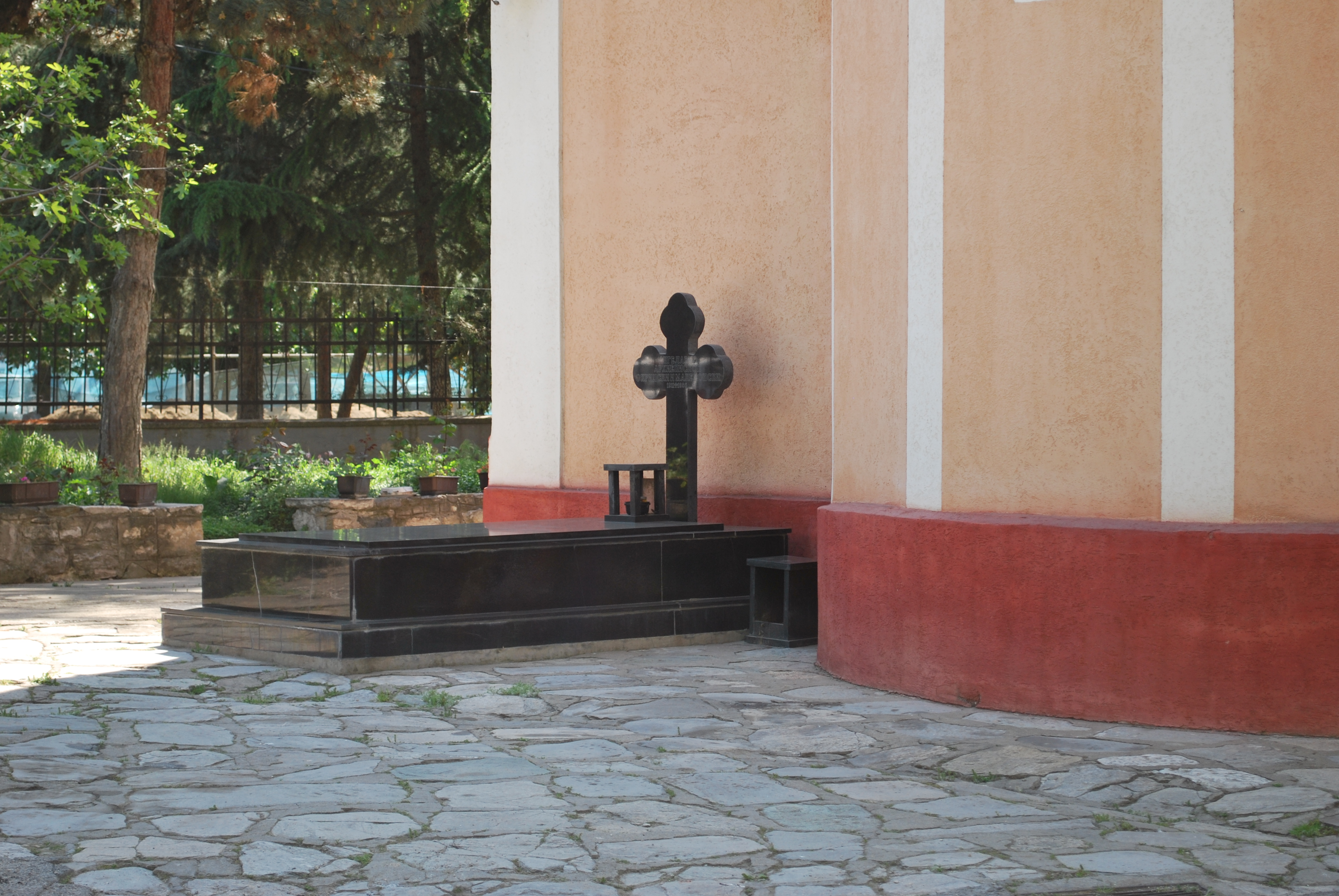
Grób arcybiskupa Angelariusza

Angelariusz, imię świeckie Cwetko Krsteski (ur. 7 kwietnia 1911 w Dolneni, zm. 15 czerwca 1986 w Drenowskiej Klisurze) – drugi zwierzchnik Macedońskiego Kościoła Prawosławnego, sprawował urząd od 1981 do 1986.

## Życiorys
Był synem Kostadina Krsteskiego, prawosławnego duchownego, i jego żony Swezdy. W 1931 ukończył średnią szkołę teologiczną św. Jana Teologa w Bitoli. W roku następnym, w cerkwi św. Dymitra w Bitoli został wyświęcony na diakona. W tym samym roku ożenił się i przyjął święcenia kapłańskie i został proboszczem parafii we wsi Gari. Funkcję tę pełnił do 1937. Następnie od 1937 do 1961 był proboszczem parafii Zwiastowania w Prilepie. W czasie II wojny światowej działał w partyzantce komunistycznej. W latach po II wojnie światowej ukończył studia historyczne na uniwersytecie w Skopju.
Zaangażowany w ruch na rzecz autokefalizacji Kościoła prawosławnego w Macedonii. Uczestniczył w I soborze cerkiewno-narodowym w 1945 i w konferencji macedońskiego duchowieństwa w roku następnym.
W 1961 został skierowany do pracy duszpasterskiej wśród macedońskich emigrantów w Australii. W Melbourne zapoczątkował pierwszą etnicznie macedońską parafię prawosławną i doprowadził do wzniesienia jej świątyni pod wezwaniem św. Jerzego. Do Jugosławii wrócił po trzech latach. W związku ze śmiercią żony złożył wieczyste śluby mnisze, przyjmując imię Angelariusz. Do 1975 prowadził działalność duszpasterską w Priłepie. Po śmierci żony wstąpił do klasztoru, a w 1975 został wyświęcony na biskupa pelagońskiego, wikariusza eparchii prespańsko-bitolskiej. W 1977 objął katedrę debarsko-kiczewską. Cztery lata później, po śmierci arcybiskupa Dosyteusza II, został wybrany nowym arcybiskupem ochrydzkim i zwierzchnikiem Macedońskiego Kościoła Prawosławnego.
Prowadził rozmowy z patriarchą serbskim Hermanem w sprawie uregulowania statusu kanonicznego Macedońskiego Kościoła Prawosławnego i uznania przez Serbski Kościół Prawosławny jego ogłoszonej w 1967 autokefalii. Kontakty te nie zakończyły się porozumieniem między obydwiema strukturami. Arcybiskup Angelariusz angażował się również w inicjatywy ekumeniczne.
Zginął w wypadku samochodowym, wracając z podróży służbowej, na drodze z Priłepu do Skopja 15 czerwca 1986. Samochód osobowy Mercedes, którym jechał zderzył się czołowo z cysterną na serbskich numerach rejestracyjnych.